# Geoff Scott
Geoffrey Samuel Scott, più conosciuto con il diminutivo Geoff Scott (Birmingham, 31 ottobre 1956 – 17 ottobre 2018) è stato un allenatore di calcio e calciatore inglese, di ruolo difensore.

## Carriera
Dal 1973 al 1975 gioca nelle giovanili dell'Aston Villa; in seguito, dopo essere stato svincolato dal club, gioca per alcune stagioni a livello semiprofessionistico con Solihull Borough e Highgate United, per poi nel 1977 firmare il suo primo contratto professionistico con lo Stoke City, club della seconda divisione inglese. Qui, nella sua prima stagione da professionista, gioca con buona regolarità mettendo a segno 2 reti in 24 presenze in seconda divisione; l'anno seguente gioca invece da titolare fisso (38 presenze), contribuendo alla promozione in prima divisione del club, con cui nella stagione 1979-1980 gioca 16 partite nella nuova categoria per poi passare a stagione in corso al Leicester City, nuovamente in seconda divisione, dove gioca 11 partite, vincendo il campionato. Torna quindi dopo pochi mesi in massima serie, categoria in cui con le Foxes nella stagione 1980-1981 gioca 21 partite, a cui seguono ulteriori 7 presenze in seconda divisione nella prima parte della stagione successiva, nella quale passa poi a campionato in corso al Birmingham City, con la cui maglia gioca 15 partite in prima divisione. Dopo altre 4 partite in prima divisione nei primi mesi della stagione 1982-1983, si trasferisce al Charlton, club di seconda divisione, con cui in poco meno di 2 stagioni di permanenza gioca però solamente 2 partite, entrambe in campionato. Nella stagione 1984-1985 invece dopo altre 2 presenze in seconda divisione al Middlesbrough scende in quarta divisione al Northampton Town, con cui, dopo quasi 3 anni di scarsa attività, torna a giocare con buona frequenza (17 presenze). Trascorre infine un'ultima stagione da professionista sempre in quarta divisione, con il Cambridge Utd, per poi giocare per 3 anni in vari club a livello semiprofessionistico (inclusi il Solihull Borough e l'Highgate United, in cui già aveva giocato ad inizio carriera).
In carriera ha totalizzato complessivamente 176 presenze e 3 reti nei campionati della Football League (56 presenze ed una rete in prima divisione, 84 presenze e 2 reti in seconda divisione e 36 presenze in quarta divisione).

## Palmarès

### Giocatore

#### Competizioni nazionali
- Campionato inglese di seconda divisione: 1

Leicester City: 1979-1980

#### Competizioni regionali
- Midland Combination League Cup: 1

Highgate United: 1976-1977